# ييمي أمودو
ييمي أمودو (بالإنجليزية: Yemi Amodu)‏ (مواليد 8 أغسطس 1968)، هُو مُمثل ومُخرج نيجيري.

## وصلات خارجية
- ييمي أمودو في قاعدة بيانات الأفلام على الإنترنت